# Christian Thielemann
Christian Thielemann (Berlim, 1 de abril de 1959) é um maestro alemão. Atualmente é o maestro da Orquestra Filarmônica de Munique e diretor e conselheiro musical do Festival de Bayreuth.

## Biografia
Thielemann teve aulas de piano e viola quando criança, mas começou sua carreira musical aos dezenove anos de idade na Ópera Alemã de Berlim com Heinrich Hollreiser e assistente de Herbert von Karajan. Fez a sua estreia nos Estados Unidos em 1991 conduzindo a nova produção de Elektra de Richard Strauss em São Francisco, logo após conduziu a ópera no Metropolitan Opera. Em 1997 ele se tornou diretor musical da Ópera Alemã de Berlim e seu contrato original ia até 2007. Um relatório de 2000 declarou que Thielemann deixaria a Ópera em 2001, por causa de conflitos artísticos, graças a entrada de Udo Zimmermann como diretor artístico. Thielemann permaneceu na companhia até 2004, quando renunciou ao cargo por conflitos envolvendo a Ópera Alemã de Berlim e a Ópera Estatal de Berlim.
Thielemann tornou-se o maestro principal e diretor musical da Filarmônica de Munique em setembro de 2004. Seu contrato estende-se até 2011. Em Outubro de 2009, a Orquestra Estatal de Dreden anunciou Thielemann como o próximo maestro principal, efetivando-se em 2012-13.
Thielemann apresenta-se nas mais importantes casas de óperas do mundo. Em 1987 fez sua estreia com Così Fan Tutte, de Wolfgang Amadeus Mozart na Ópera Estatal de Viena. No Royal Opera House, Covent Garden, dirigiu Jenufa, Elektra, Der Rosenkavalier e Die Ägyptische Helena. No Metropolitan Opera House ele conduziu Der Rosenkavalier, Die Frau Ohne Schatten, Arabella e na Ópera Lírica de Chicago, conduziu a nova produção de Die Meistersinger von Nürnberg.
Thielemann é maestro convidado regular dos festivais de Salzburgo e Bayreuth. Fez sua estreia no Festival de Bayreuth em 2000, com uma produção de Die Meistersinger von Nürnberg, de Richard Wagner. Em 2001 conduziu Parsifal, em 2002 a nova produção de Tannhäuser e, com a decisão, em Setembro de 2008, de que Katharina Wagner e Eva Wagner-Pasquier sucedessem Wolfgang Wagner como diretoras do Festival de Bayreuth, Thielemann foi nomeado o conselheiro e diretor musical do festival.
Ele apresenta-se regularmente na Filarmônica de Viena, na Filarmônica de Berlim, Orquestra Estatal de Dresden, Orquestra Real do Concertgebouw, Filarmônica de Israel e na Orquestra Philharmonia, fazendo turnê com essa pela Espanha, Portugal, Itália, Alemanha e Suíça. Nos Estados Unidos apresenta-se com a Orquestra da Filadélfia, Orquestra Sinfônica de Chicago e com a Filarmônica de Nova Iorque.
Thielemann recebeu o Bundesverdienstkreuz em 2003.

## Gravações
- Carl Orff, Carmina Burana, Choir and Orchestra of the Deutsche Oper Berlin, July 2007
- Ludwig van Beethoven, Overture "Egmont" and Johannes Brahms, Symphony No.1, Munich Philharmonic, April 2007
- Wolfgang Amadeus Mozart, Requiem, Munich Philharmonic and Choir of the Bavarian Radio Symphony Orchestra, November 2006
- Richard Wagner, Parsifal, Choir and Orchestra of the Vienna State Opera, April 2006
- Anton Bruckner, Symphony No.5, Munich Philharmonic, March 2005
- Heinrich Marschner, Felix Mendelssohn Bartholdy, Carl Otto Nicolai, Carl Maria von Weber, Richard Wagner, Overtures, Vienna Philharmonic Orchestra, October 2004
- Richard Wagner, Tristan and Isolde, Orchestra of the Vienna State Opera, May 2004
- Richard Strauss, Ein Heldenleben and Symphonic Fantasy of Die Frau ohne Schatten, Vienna Philharmonic, August 2003
- G.A. Lortzing, R. Strauss, C.M. Weber, R. Wagner, Deutsche Opernarien with Thomas Quasthoff and the Orchestra of the Deutsche Oper Berlin, April 2002
- Robert Schumann, Symphonies No.1 and No.4, Philharmonia Orchestra, 2001
- Richard Strauss, Arabella with Kiri Te Kanawa and the Orchestra and Choir of the Metropolitan Opera, March 2001
- Richard Strauss, Eine Alpensinfonie and Suite of Der Rosenkavalier, Vienna Philharmonic, March 2001
- Arnold Schoenberg, Pelleas und Melisande e Richard Wagner, Siegfried-Idyll, June 1999
- Carl Orff, Carmina Burana, Choir and Orchestra of the Deutsche Oper Berlin, May 1999
- Robert Schumann, Symphony No.3 "Rheinische", Overture "Genoveva", op.81, Overture, Scherzo and Finale, op.52, Philharmonia Orchestra, 1999
- Richard Wagner, Orchestra Music (Lohengrin, Parsifal, Tristan and Isolde), Philadelphia Orchestra, February 1998
- Robert Schumann, Symphony No.2, Overture “Manfred”, Concert for 4 Horns, op.86, Philharmonia Orchestra, September 1997
- Ludwig van Beethoven, Funeral Cantata for the Death of the Emperor Joseph II, Robert Schumann, Konzertstück op.86 for 4 Horns and Orchestra, Hans Pfitzner, Palestrina (Preludes to Acts I and II), 1997
- Hans Pfitzner, Music from Palestrina and Das Käthchen von Heilbronn, Richard Strauss, Guntram (prelude), Capriccio (prelúdio), Feuersnot (cena de amor), Orchestra of the Deutsche Oper Berlin, 1996

For EMI Classics
- Richard Wagner and Richard Strauss, Arias by René Kollo, Orchestra of the Deutsche Oper Berlin, 1992